# Chrysotus angustifacies
Chrysotus angustifacies är en tvåvingeart som först beskrevs av Becker 1922.  Chrysotus angustifacies ingår i släktet Chrysotus och familjen styltflugor. Inga underarter finns listade i Catalogue of Life.